# Giro di Romandia 1967
Il Giro di Romandia 1967, ventunesima edizione della corsa, si svolse dal 4 al 7 maggio su un percorso di 768 km ripartiti in 4 tappe (la terza suddivisa in due semitappe), con partenza a Ginevra e arrivo a Sainte-Croix. Fu vinto dall'italiano Vittorio Adorni della Salamini-Luxor TV davanti allo svizzero Louis Pfenninger e al belga Armand Desmet.

## Tappe
| Tappa  | Data     | Percorso                                | km  | Vincitore di tappa | Leader cl. generale |
| ------ | -------- | --------------------------------------- | --- | ------------------ | ------------------- |
| 1ª     | 4 maggio | Ginevra > Sierre                        | 173 | Walter Godefroot   |                     |
| 2ª     | 5 maggio | Sierre > Les Diablerets                 | 158 | Gianni Motta       |                     |
| 3ª-1ª  | 6 maggio | Les Diablerets > Le Locle               | 179 | Vittorio Adorni    |                     |
| 3ª-2ª  | 6 maggio | Le Locle > Le Locle (cron. individuale) | 32  | Robert Hagmann     |                     |
| 4ª     | 7 maggio | Le Locle > Sainte-Croix                 | 226 | Jaime Alomar       | Vittorio Adorni     |
| Totale | Totale   | Totale                                  | 768 |                    |                     |

## Dettagli delle tappe

### 1ª tappa
- 4 maggio: Ginevra > Sierre – 173 km

| Pos. | Corridore        | Squadra  | Tempo |
| ---- | ---------------- | -------- | ----- |
| 1    | Walter Godefroot | Flandria |       |
| 2    | Gianni Motta     | Molteni  |       |
| 3    | Noël Vanclooster | Flandria |       |

| Pos. | Corridore | Squadra | Tempo |
| ---- | --------- | ------- | ----- |

### 2ª tappa
- 5 maggio: Sierre > Les Diablerets – 158 km

| Pos. | Corridore      | Squadra   | Tempo |
| ---- | -------------- | --------- | ----- |
| 1    | Gianni Motta   | Molteni   |       |
| 2    | Felice Gimondi | Salvarani |       |
| 3    | Robert Hagmann | Tigra     |       |

| Pos. | Corridore | Squadra | Tempo |
| ---- | --------- | ------- | ----- |

### 3ª tappa - 1ª semitappa
- 6 maggio: Les Diablerets > Le Locle – 179 km

| Pos. | Corridore        | Squadra  | Tempo |
| ---- | ---------------- | -------- | ----- |
| 1    | Vittorio Adorni  | Salamini |       |
| 2    | Gianni Motta     | Molteni  |       |
| 3    | Victor Van Schil | Flandria |       |

| Pos. | Corridore | Squadra | Tempo |
| ---- | --------- | ------- | ----- |

### 3ª tappa - 2ª semitappa
- 6 maggio: Le Locle > Le Locle (cron. individuale) – 32 km

| Pos. | Corridore              | Squadra  | Tempo |
| ---- | ---------------------- | -------- | ----- |
| 1    | Robert Hagmann         | Tigra    |       |
| 2    | Vittorio Adorni        | Salamini |       |
| 3    | Luis Pedro Santamarina | Fagor    |       |

| Pos. | Corridore | Squadra | Tempo |
| ---- | --------- | ------- | ----- |

### 4ª tappa
- 7 maggio: Le Locle > Sainte-Croix – 226 km

| Pos. | Corridore        | Squadra | Tempo |
| ---- | ---------------- | ------- | ----- |
| 1    | Jaime Alomar     | Fagor   |       |
| 2    | Franco Balmamion | Molteni |       |
| 3    | Roberto Ballini  | Filotex |       |

| Pos. | Corridore        | Squadra  | Tempo     |
| ---- | ---------------- | -------- | --------- |
| 1    | Vittorio Adorni  | Salamini | 20h31'34" |
| 2    | Louis Pfenninger | Tigra    | a 45"     |
| 3    | Armand Desmet    | Flandria | a 48"     |

## Classifiche finali

### Classifica generale
| Pos. | Corridore               | Squadra                    | Tempo     |
| ---- | ----------------------- | -------------------------- | --------- |
| 1    | Vittorio Adorni         | Salamini-Luxor TV          | 20h31'34" |
| 2    | Louis Pfenninger        | Tigra-Grammont-de Gribaldy | a 45"     |
| 3    | Armand Desmet           | Flandria-De Clercq         | a 48"     |
| 4    | Jaime Alomar            | Fagor                      | a 3'49"   |
| 5    | José Manuel Lasa Urquia | Fagor                      | a 5'10"   |
| 6    | Raymond Mastrotto       | Kamomé-Dilecta-Wolber      | a 7'04"   |
| 7    | Mino Denti              | Salvarani                  | a 9'15"   |
| 8    | Franco Balmamion        | Molteni                    | a 10'14"  |
| 9    | Roberto Ballini         | Filotex                    | a 14'39"  |
| 10   | Victor Van De Wiele     | Goldor-Gerka               | a 20'59"  |